# Valea Moșneagului, Bacău
Valea Moșneagului este un sat în comuna Lipova din județul Bacău, Moldova, România.